# ژان-پیر دولیانی
ژان-پیر دولیانی (فرانسوی: Jean-Pierre Dogliani‎؛ ۱۷ اکتبر ۱۹۴۲ – ۱۷ آوریل ۲۰۰۳) بازیکن فوتبال اهل فرانسه بود.
از باشگاه‌هایی که در آن بازی کرده‌است می‌توان به باشگاه فوتبال موناکو، باشگاه فوتبال آنژه، باشگاه فوتبال پاری سن ژرمن، باشگاه فوتبال المپیک مارسی، و باشگاه فوتبال باستیا اشاره کرد.
وی همچنین در تیم ملی فوتبال فرانسه بازی کرده‌است.